# ژان اچبری
ژان اچبری (فرانسوی: Jean Etcheberry‎; ۲۷ اوت ۱۹۰۱ – ۵ فوریهٔ ۱۹۸۲) بازیکن راگبی ۱۵ نفره اهل فرانسه بود.
وی همچنین برندهٔ جوایزی همچون لژیون دونور شده‌است.